# Szangvolgok állomás
Szangvolgok (Sangwolgok) állomás föld alatti metróállomás a szöuli metró 6-os vonalán Szongbuk-ku (Seongbuk-gu) kerületben. Az állomás kiegészítő neve Hanguk Kvahak Kiszul Jonguvon (Hanguk Gwahak Kisul Yeonguwon), a közelben található Koreai Tudományos és Technológiai Intézet miatt.

## Viszonylatok
| 6-os vonal                          | 6-os vonal | 6-os vonal                              |
| ----------------------------------- | ---------- | --------------------------------------- |
| Volgok (Wolgok) Ungam (Eungam) felé | 6-os vonal | Tolgodzsi (Dolgoji) Sinne (Sinnae) felé |